# Anatis rathvoni
Anatis rathvoni är en skalbaggsart som först beskrevs av Leconte 1852.  Anatis rathvoni ingår i släktet Anatis och familjen nyckelpigor. Inga underarter finns listade i Catalogue of Life.